# Andrea Damiano
Andrea Damiano (Milano, 1900 – Milano, 1963) è stato uno scrittore, traduttore e giornalista italiano.

## Biografia
Nel primo dopoguerra lavorò come giornalista a L'Ambrosiano, al Secolo sera e, dal 1939 al 1943, al Corriere della Sera, che lasciò nel 1943 quando fu costituita la Repubblica Sociale, vivendo gli ultimi anni di guerra a Milano in condizioni di clandestinità, e tenendo un diario dal 15 novembre 1942 al 15 giugno 1945, che fu pubblicato nel 1947 con il titolo Rosso e grigio.
Nel successivo dopoguerra fu vicedirettore de Il Popolo e poi, oltre a continuare a occuparsi di traduzioni dall'inglese, in particolare dei romanzi di Pearl Buck per le edizioni Mondadori, diresse l'ufficio stampa del Gruppo Montecatini e il periodico aziendale mensile destinato ai suoi dipendenti, Due più Due (poi diretto da Enzo Biagi). Morì nel 1963 e una collezione di suoi articoli fu pubblicata l'anno dopo con il titolo L'umile Italia.

## Scritti
- Rosso e grigio, Milano, Muggiani, 1947. Altre edizioni: Catania, De Martinis & C., 1995; Bologna, Il Mulino, 2000 ISBN 9788815073358
- Guido Donegani, Firenze, Vallecchi, 1957
- L'umile Italia, Milano, Pinelli, 1964

## Traduzioni
- S. S. Van Dine, L'enigma dell’alfiere, Milano, Mondadori, 1933
- Pearl S. Buck, La famiglia dispersa, Milano, Mondadori, 1936
- Pearl S. Buck, Figli, Milano, Mondadori, 1936
- Pearl S. Buck, La madre, Milano, Mondadori, 1937
- La vita intima dell’ultimo zar, Milano, Mondadori, 1938
- Pearl S. Buck, L'amore di Ai-Uan, Milano, Mondadori, 1940
- Pearl S. Buck, Questo indomito cuore, Milano, Mondadori, 1940
- Pearl S. Buck, Angelo guerriero, Milano, Mondadori, 1940
- Pearl S. Buck, L'esilio, Milano, Mondadori, 1942
- Pearl S. Buck, Altri dei, Milano, Mondadori, 1945
- Daphne Du Maurier, Donna a bordo, Milano, A. Martello, 1945
- Eric Knight, Questo sopra tutto, Milano, A. Martello, 1946
- John Masefield, Odtaa, Milano, A. Martello, 1947
- William H. Chamberlin, L'utopia del collettivismo, Milano, Rizzoli, 1948
- Kenneth Roberts, Oliver Wiswell, Milano, Mondadori, 1949
- William Beebe, Alta giungla, Milano, A. Martello, 1950
- Pearl S. Buck, La buona terra, Milano, Mondadori, 1951
- Archibald Joseph Cronin, Le chiavi del regno, Milano, Mondadori, 1952
- Venezia romantica, Milano, A. Martello, 1954
- Pearl S. Buck, Vento dell'est; vento dell’ovest, Milano, Mondadori, 1954
- Pearl S. Buck, Le mie patrie, Milano, Mondadori, 1956
- Bengt Danielsson, L'amore nei Mari del Sud, Milano, A. Martello, 1957
- Ibn Hazm de Cordoba, Il collare della colomba. Trattato sull'amore e sugli amanti, (dal testo spagnolo di Emilio Garcia Gomez), Milano, A. Martello, 1959
- Roma romantica, Milano, A. Martello, 1960